# 春日神社 (高崎市)
春日神社（かすがじんじゃ）は、群馬県高崎市上里見町にある神社。

## 概要
榛名山南麓では特に春から夏にかけ雷が多いため、建御電命を祭神としている。
伝承によれば、上里見藩が置かれるまで、天領であった上里見村で雷を原因とした大火が発生、上里見陣屋を焼失するほどの大被害を受け、村中で相談し、村内の常福寺住職らが江戸や京都まで使者を走らせ、建御電命を鎮めるために春日大明神、諏訪大明神にお移り頂いたという昔話が残っている。
付近は、国道406号と安中榛名駅への道路の分岐点となっている。国道406号をそのまま行くと、烏川を渡り、群馬県立榛名高等学校脇を通り、榛名山及び吾妻方面へ至る。
境内は、本殿と神楽殿があり、その前が広場となっており、地域のこども達の遊び場となっている。
奥殿は、間口七尺、行九尺権現造り、色彩彫刻あり。
拝殿は、昭和17年（1942年）4月17日類焼にあい、昭和19年（1944年）に改築した。間口三間、奥行三間、瓦葺御拝殿付き。
神楽殿は、記念碑によれば大正10年（1921年）11月に新築
- 境内面積 416坪
- 宝物 神輿一座（木造金鳥付）明治15年9月新造
- 崇敬氏子数 385戸

上里見町町通り三町の産土神とされる。
氏子は、大晦日から元旦にかけて、二年詣りと称される初詣を行う。それとともに、集まったお札やお守り等をたき火で燃やす『お焚き上げ』を行う。そのたき火に当たれば、一年を無事に過ごせると言われている。
里見軌道の操車場跡地である高崎市水道局神山取水場に隣接している。

## 祭神
- 建御電命
- 経津主命
- 天児屋根命
- 建御名方命
- 大山津見命
- 伊耶那美命
- 大日霊命
- 豊宇気毘売命
- 菅原道真
- 大物主命

## 歴史
寛文4年（1664年）創立。
- 神山旧記によれば、春日大明神を享保9年7月23日、別当常福寺相空法印以下4名を京都に派遣、同年9月13日に御幣帛を持ち帰り、同日御遷宮し、お迎えしたという記載が残っている。
- 同じく神山旧記によれば、諏訪大明神を使者を江戸に派遣し、享保9年6月26日、御神位御下り、明27日、明七ツ丑の三ツ目に御遷宮し、お迎えしたという記載が残っている。

詳細は不明であるが、明治39年（1906年）の神社合祀政策の勅令に基づき、明治42年（1909年）3月30日上里見地域内の各神社を合祀合具し、最終的に春日神社にまとめ、秋葉神社外七社を境内で祭祀することとした。他方、上里見字田中の諏訪神社跡で四社を祭祀している。

## 雑記
常駐の神職はおらず、榛名神社が兼務社となっており、地鎮祭等の祈祷は、榛名神社の神職が行っているため、神社に関する問い合わせ先は榛名神社となる。（群馬県神社庁のホームページを参照のこと）
なお御朱印については、春日神社のものは榛名神社では取り扱っていない。